# The Hearts Filthy Lesson
"The Hearts Filthy Lesson" é uma canção do músico britânico David Bowie, do seu álbum Outside, de 1995, e lançada como single em setembro do mesmo ano. A faixa demonstra a sonoridade de Bowie no álbum, influenciada pela música industrial. Em termos de letra, a canção se conecta ao resto do álbum, com Bowie oferecendo um lamento para a "tirânica futurista" Ramona A. Stone, tema mantido nas faixas subsequentes. A canção também objetiva confrontar as percepções de Bowie acerca do ritual de criação e degradação da arte.

## Créditos
- Produtores:
  - David Bowie
  - Brian Eno
  - David Richards
- Músicos:
  - David Bowie: vocais principais
  - Brian Eno: sintetizadores, vocais de apoio, tratamentos de guitarra
  - Reeves Gabrels: guitarra rítmica
  - Carlos Alomar: guitarra principal
  - Erdal Kizilcay: baixo
  - Mike Garson: piano
  - Sterling Campbell: bateria
  - Ruby Edwards: vocais de apoio

## Versões ao vivo
- Bowie tocou a canção no concerto de celebração do seu aniversário de cinquenta anos em Nova York, a 9 de janeiro de 1997. Esta performance está presente no disco Earthling in the City.
- Uma versão gravada em julho de 1997, no Phoenix Festival, Stratford-upon-Avon, Warwickshire, Inglaterra, foi lançada no álbum LiveAndWell.com em 2000.